# Franck Etoundi
Franck M’bia Etoundi (ur. 30 sierpnia 1990 w Duali) – kameruński piłkarz grający na pozycji napastnika. Od 2023 jest zawodnikiem klubu FCO Strasbourg Koenigshoffen 06. Jego bratem jest inny piłkarz, Stéphane M’Bia.

## Kariera klubowa
Swoją karierę piłkarską Etoundi rozpoczął w 2004 roku w klubie Dragon Jaunde. W 2008 roku zadebiutował w nim w trzeciej lidze kameruńskiej. W 2009 przeszedł do innego trzecioligowca, Ouragan FC.
Na początku 2010 roku Etoundi przeszedł do szwajcarskiego Neuchâtel Xamax. Zadebiutował w nim 14 lutego 2010 w przegranym 0:2 domowym meczu z FC Basel. W barwach Neuchâtel wystąpił czterokrotnie.
Latem 2010 Etoundi został wypożyczony do grającego w Challenge League, FC Biel-Bienne. Swój debiut w nim zaliczył 24 lipca 2010 w zremisowanym 1:1 domowym meczu z FC Wil. W Biel-Bienne grał przez rok.
W 2011 Etoundi został zawodnikiem innego klubu Challenge League, FC Sankt Gallen. Swój debiut w nim zanotował 24 lipca 2011 w zwycięskim 4:2 domowym spotkaniu z FC Vaduz. W sezonie 2011/2012 wygrał z Sankt Gallen rozgrywki Challenge League i wywalczył awans do Super League. W Sankt Gallen grał również w sezonie 2012/2013.
Latem 2013 roku Etoundi podpisał kontrakt z FC Zürich. Zadebiutował w nim 21 lipca 2013 w zremisowanym 0:0 wyjazdowym meczu z FC Sion. W kwietniu 2014 wystąpił w wygranym 2:0 po dogrywce finale Pucharu Szwajcarii z FC Basel. W sezonie 2015/2016 spadł z FC Zürich do Swiss Challenge League.
Latem 2016 Etoundi przeszedł do Kasımpaşa SK. Zadebiutował w nim 27 sierpnia 2016 w zremisowanym 1:1 domowym meczu z Adanasporem.
| Sezon   | Klub            | Kraj       | Rozgrywki        | Mecze | Gole |
| ------- | --------------- | ---------- | ---------------- | ----- | ---- |
| 2008/09 | Dragon Jaunde   | Kamerun    | III liga         | ?     | ?    |
| 2009/10 | Ouragan FC      | Kamerun    | III liga         | ?     | ?    |
| 2009/10 | Neuchâtel Xamax | Szwajcaria | Super League     | 4     | 1    |
| 2010/11 | FC Biel-Bienne  | Szwajcaria | Super League     | 26    | 12   |
| 2011/12 | FC Sankt Gallen | Szwajcaria | Challenge League | 24    | 10   |
| 2012/13 | FC Sankt Gallen | Szwajcaria | Super League     | 22    | 2    |
| 2013/14 | FC Zürich       | Szwajcaria | Super League     | 26    | 6    |
| 2014/15 | FC Zürich       | Szwajcaria | Super League     | 26    | 9    |
| 2015/16 | FC Zürich       | Szwajcaria | Super League     | 22    | 3    |
| 2016/17 | Kasımpaşa SK    | Turcja     | Süper Lig        | 4     | 0    |

## Kariera reprezentacyjna
W reprezentacji Kamerunu Etoundi zadebiutował 15 listopada 2014 w przegranym 0:1 meczu eliminacji do Pucharu Narodów Afryki 2015 z Demokratyczną Republiką Konga. W 2015 roku został powołany do kadry na ten turniej. Wystąpił na nim trzykrotnie, w meczach z: Mali (1:1), z Gwineą (1:1) i z Wybrzeżem Kości Słoniowej (0:1).